# 레인보우선셋
레인보우선셋은 대한민국의 CCM 밴드다. 2018년 EP [Encourage]로 데뷔했다.

## 음반
- Encourage (2018)

## 공연
- YELLOW TAXI (2019)